# Magyar Keleti Vasúttársaság
A Kolozsvárra vezető vasútvonal megépítését országos szinten is kiemelt fontosságúnak tartották. Építését 1868. évben kezdték állami költségen Nagyvárad és Kolozsvár között. Még ebben az évben a vasút építése és üzemeltetése az angol Waring&Eckersley céghez került, mely megalapította a Magyar Keleti Vasúttársaságot (MKV). A társaság engedélyokirata a XLV. törvénycikk alapján 90 évre szóló engedélyt, mérföldenként 46720 frt kamatgaranciát és tízéves adómentességet tartalmazott. A társaság tőkéjét 75 millió ezüstforintban határozták meg. Az 1870. XLVII. törvény a vonalat Torda helyett Aranyosgyéresen át rendelte vezetni, Tordára pedig szárnyvonalat igényelt.
A társaság építkezései a hazai vasúttörténet legtöbb botrányát okozták. Az előirányzott pénzösszeg már a munka felénél elfogyott. Az angol céggel szerződést bontottak, így az építkezést állami hitellel és bankkölcsönnel fejezték be jelentős késéssel. A társaság azonban a kölcsönöket nem tudta kifizetni, ezért a Magyar Keleti Vasúttársaságot az 1876. évi L. törvénycikk alapján államosították.

## A társaság vonalai
| A Magyar Keleti Vasút vonalai        | A Magyar Keleti Vasút vonalai | A Magyar Keleti Vasút vonalai |
| Vonal                                | Átadás éve                    | Megjegyzés                    |
| ------------------------------------ | ----------------------------- | ----------------------------- |
| Nagyvárad–Kolozsvár                  | * 1870                        |                               |
| Gyulafehérvár–Kocsárd–Marosvásárhely | * 1871                        |                               |
| Tövis–Medgyes–Segesvár –Brassó       | * 1872 * 1873                 |                               |
| Kiskapus–Nagyszeben                  | * 1872                        |                               |
| Kolozsvár–Kocsárd                    | * 1873                        |                               |